# Casa Moreta (Vic)
La Casa Moreta és una obra eclèctica de Vic (Osona) protegida com a Bé Cultural d'Interès Local.

## Descripció
Edifici entre mitgeres, que consta d'una planta baixa i dos pisos superiors. Al centre de la planta baixa s'hi ubica el portal principal, adovellat d'arc de mig punt, i a cada banda dues obertures, una de clàssica i l'altre d'arc rebaixat. En el primer pis s'hi ubiquen dos grans balcons volats amb barana de ferro forjat, de llinda plana i amb brancals de pedra picada. Al pis superior hi ha tres finestres, dos de les quals coincideixen amb els balcons del pis inferior. Són també de llinda plana, amb brancals de pedra picada i ampits motllurats. La finestra de l'extrem dret té barana de ferro forjat.